# 弗洛林·泰内
弗洛林·泰内（羅馬尼亞語：Florin Tene，1968年11月10日—），罗马尼亚男子足球运动员，司职守门员。他曾代表罗马尼亚国家队参加1996年欧洲足球锦标赛，结果队伍止步小组赛阶段。